# Claude de Rouvroy de Saint-Simon (colonel)
Pour les articles homonymes, voir Claude de Saint-Simon.
Claude de Rouvroy de Saint-Simon, né le 8 août 1752 à Deviat (Charente), mort le 4 mai 1811 à Paris, est un militaire français de la Révolution et de l’Empire.

## États de service
Il entre en service le 19 octobre 1770, comme sous-lieutenant au régiment Auvergne-infanterie, lieutenant le 17 août 1775, il passe en qualité de capitaine à la suite du régiment de Touraine le 21 avril 1777. 
Embarqué le 12 janvier 1780, il fait les guerres d’Amérique jusqu’au mois de juillet 1783. Chargé pendant trois mois du commandement d’un corps de volontaires composé d’infanterie et de cavalerie, aux avant-postes de l’armée, il chasse les Anglais de toutes les positions qu’il occupe devant Yorktown, et contribue grandement aux succès de l’armée. Le 12 juillet 1782, il devient mestre de camp en second du régiment Royal-Auvergne, et il reçoit la décoration de l’ordre de Cincinnatus le 28 août 1784, puis il est fait chevalier de Saint-Louis le 26 octobre de la même année.
Le 16 mars 1788, il est nommé mestre de camp commandant d’un régiment provincial du roi, où il sert jusqu’au 4 mars 1791, époque de la suppression des bataillons provinciaux. Resté sans emploi pendant les premières années de la Révolution, il est nommé chef du 3e bataillon de la Section de l'Indivisibilité le 18 juin 1795, et chef de brigade le 27 juin suivant. Mis en non activité en application des dispositions de la loi relative à ceux qui ont des parents inscrits sur la liste des émigrés, il ne reprend du service qu’en l’an XII.
Le 8 octobre 1803, il est promu colonel commandant d’armes à Blaye, et il est fait chevalier de la Légion d’honneur le 25 mars 1804. Il est admis à la retraite le 12 avril 1806, et classé comme électeur dans le 4e collège d’arrondissement de Paris le 29 octobre 1807.
Il meurt le 4 mai 1811, à Paris.

## Famille
- Maison de Rouvroy de Saint Simon
- Frère du général Claude-Anne de Rouvroy de Saint Simon (1743-1819)

## Sources
- A. Lievyns, Jean Maurice Verdot, Pierre Bégat, Fastes de la Légion-d'honneur, biographie de tous les décorés accompagnée de l'histoire législative et réglementaire de l'ordre, Tome 4, Bureau de l’administration, 1844, 640 p. (lire en ligne), p. 418.
- Napoléon Ier, Baron Gaspard Gourgaud, Correspondance générale, Volume 6, Fayard, 2009, p. 1465.
- Les sociétés militaires en Aquitaine de l'antiquité à nos jours, Fédération Historique du Sud-Ouest, 2007, p. 271.